# UFC 144
UFC 144: Edgar vs. Henderson fue un evento de artes marciales mixtas celebrado por Ultimate Fighting Championship el 26 de febrero de 2012 en el Saitama Super Arena en Saitama, Japón.

## Historia
UFC 144 fue la quinta aparición de la UFC en Japón, y el primer evento en Japón desde UFC 29 en el año 2000.
George Sotiropoulos esperaba enfrentarse a Takanori Gomi en este evento, pero fue obligado a salir de la pelea por una lesión y fue reemplazado por Eiji Mitsuoka.
Leonard García esperaba enfrentarse a Zhang Tiequan en este evento, pero fue obligado a salir de la pelea por una lesión. Issei Tamura intervino por García y luchó con Zhang.
En el pesaje, Quinton Jackson no pudo hacer el peso límite de 206 libras y llegó en 5 libras de sobrepeso en 211 libras. Jackson fue multado con el 20% de sus ingresos y la pelea fue impugnada en un peso acordado de 95 kg.

## Resultados
1. ↑  Por el campeonato de peso ligero de UFC.

## Premios extra
Cada peleador recibió un bono de $65,000.
- Pelea de la Noche: Frankie Edgar vs. Benson Henderson
- KO de la Noche: Anthony Pettis
- Sumisión de la Noche: Vaughan Lee